# Nhà thờ chính tòa Thánh Gemma Galgani, Ketapang
Nhà thờ chính tòa Thánh Gemma Galgani (tiếng Indonesia: Katedral Santa Gemma) cũng được gọi là Nhà thờ chính tòa Ketapang là một cơ sở tôn giáo của Giáo hội Công giáo tọa lạc tại cửa sông Pawan ở thành phố Ketapang ở tỉnh Tây Kalimantan trên đảo Borneo ở phía bắc của Indonesia.
Tên của nhà thờ được chọn nhằm tôn vinh một nhà thần học người ý, được tôn sùng là Thánh của Giáo hội Công giáo, Gemma Galgani. Ngoài các linh mục địa phương còn làm việc ở đó, các nam tu sĩ của Tu hội Đức Trinh Nữ Maria của Đức Mẹ Vô nhiễm Nguyên tội có điều hành một nơi trú ẩn. Ngoài ra còn có hai hội đồng nữ tu quản lý một phòng ngủ bao gồm các nữ tu Augustinian. Tòa nhà hiện tại nằm phía sau nhà thờ cũ được làm phép vào ngày 10 tháng 6 năm 1962. Tòa nhà của nhà thờ cũ đã được chuyển đổi thành một cơ sở đa nhiệm của giáo phận.
Nhà thờ này phục vụ nghi lễ La Mã, còn gọi là Latinh và là nhà thờ mẹ của Giáo phận Ketapang (Dioecesis Ketapangensis hoặc Keuskupan Ketapang) bắt đầu là Hạt Đại diện Tông Tòa vào năm 1954 và được nâng lên thành giáo phận vào năm 1961 bởi tông sắc "Quod Christus" Giáo hoàng Gioan XXIII.
Nhà thờ này thuộc quyền quản lý về mục vụ của Giám mục Pius Riana Prapdi.